# Liste der Monuments historiques in Mussy-la-Fosse
Die Liste der Monuments historiques in Mussy-la-Fosse führt die Monuments historiques in der französischen Gemeinde Mussy-la-Fosse auf.

## Liste der Objekte
| Bezeichnung                          | Beschreibung                                       | Standort                      | Kennzeichnung | Schutzstatus | Datum | Bild |
| ------------------------------------ | -------------------------------------------------- | ----------------------------- | ------------- | ------------ | ----- | ---- |
| Skulptur Heiliger Antonius der Große | Kalkstein, ehemals farbig gefasst, 16. Jahrhundert | in der Kirche St-Léger (Lage) | PM21001616    | Classé       | 1967  |      |
| Truhenbank                           | Holz, 17. Jahrhundert                              | in der Kirche St-Léger (Lage) | PM21001617    | Classé       | 1967  |      |
| Glocke                               | Bronze, 1630 gegossen                              | in der Kirche St-Léger (Lage) | PM21001615    | Classé       | 1913  |      |